# Tidsaxel över matematikens historia
Detta är en tidsaxel för matematikens historia.
- 2000-1500 f.Kr. - En praktisk geometri med enkla formler utvecklas i Babylonien och Egypten. Lertavlor och papyrusrullar ("Moskva-papyrusen", ca 1850 f.Kr. och "Rhindpapyrusen", ca 1650 f.Kr.) vittnar om olika typer av matematiska problem.
- 550 f.Kr. - Pythagoras från den grekiska ön Samos organiserar ett sällskap som sysslar med matematik och religion. Man bevisar Pythagoras sats som var känd sedan tidigare.
- 300 f.Kr. - Den grekiske matematikern Euklides skriver sin berömda bok, Elementa. Han bevisar alla geometriska satser som han lärde sig i Babylon.
- 225 f.Kr. - Arkimedes från Syrakusa, antikens största vetenskapsman, bestämmer ett närmevärde till pi och lägger grunden till integralbegreppet genom att beräkna olika kroppars volymer.
- 150 f.Kr. - Astronomen Hipparchus, trigonometrins fader, sammanställer enkla trigonometriska tabeller.
- 830 e.Kr. - Den arabiske matematikern al-Khwarizmi skriver en berömd lärobok, som översatt till latin får namnet Algebra.
- 1470 - Den tyske matematikern Regiomontanus skriver läroböcker i trigonometri.
- 1545 - Den italienske matematikern Cardano ger ut en bok med lösningsformler till tredjegradsekvationer och fjärdegradsekvationer.
- 1614 - Den skotske lorden John Napier visar hur man kan dividera och multiplicera exponenter (logaritmer).
- 1615 - Astronomen Johannes Kepler skriver Vintunnornas geometri.
- 1637 - Den franske matematikern René Descartes visar hur man kan koppla samman geometri och algebra med rätvinkliga koordinatsystem. Samma tankar har även Fermat använt.
- 1654 - Fransmännen Blaise Pascal och Fermat lägger grunden till sannolikhetsläran.
- 1665-1666 - Isaac Newton utvecklar på en hand den matematiska analysen med derivator och integraler.
- 1670-talet - Leibniz inför oberoende av Newton beteckningar och regler för användningen av derivator och finner det viktiga sambandet mellan derivator och integraler.
- 1730-talet - Samuel Klingenstierna sprider den matematiska analysens idéer i Sverige.
- 1750-talet - Den schweiziske matematikern Leonhard Euler gör betydande insatser inom alla områden av matematiken och särskilt inom den nya analysen.
- 1800 - Den tyske matematikern Carl Friedrich Gauss visar algebrans fundamentalsats.
- 1843 - Den irländske matematikern William Rowan Hamilton upptäcker kvaternionerna.
- 1882 - Gösta Mittag-Leffler, professor i matematik i Stockholm, grundar tidskriften Acta Mathematica.
- 1884 - Ryskan Sonja Kovalevskaja blir professor i matematik i Stockholm.
- 1900 - Numeriska lösningsmetoder för differentialekvationer tas fram av tyskarna Runge, Kutta och Heun.
- 1920-talet - De franska matematikerna Pierre Fatou och Gaston Julia studerar komplex iteration. Drygt 50 år senare utvidgas deras resultat med datorhjälp, och begreppet Juliamängden införs.
- 1931 - Kurt Gödel, matematiker från Österrike, visar att varje axiomsystem som är tillräckligt kraftfullt för att beskriva aritmetik, är ofullständigt.
- 1936 - Fieldspriset, matematikernas nobelpris, utdelas första gången. Pristagarna var Lars Ahlfors, Finland och Jesse Douglas, USA.
- 1962 - Lundaprofessorn Lars Hörmander får Fieldspriset för sina insatser inom området differentialekvationer.
- 1977 - Fyrfärgsproblemet löses med datorhjälp.
- 1980 - Mandelbrotmängden studeras för första gången, med datorgrafik. Begreppet fraktal geometri införs.